# Graffenrieda sessilifolia
Graffenrieda sessilifolia är en tvåhjärtbladig växtart som beskrevs av José Jéronimo Triana. Graffenrieda sessilifolia ingår i släktet Graffenrieda och familjen Melastomataceae.
Artens utbredningsområde är Guyana.

## Underarter
Arten delas in i följande underarter:
- G. s. cardonae
- G. s. occidentalis